# Albin Gnos
Albin Gnos (* 3. Januar 1866 in Silenen; † 7. Oktober 1930 ebenda, heimatberechtigt in Silenen) war ein Schweizer Politiker (Katholisch-Konservative).

## Biografie
Gnos arbeitete als Bergbauer in Frentschenberg und war ab 1905 nebenbei Postablagehalter in Bristen. Er war ein guter Freund von Josef Furrer, dem damaligen Landammann des Kantons Uri.
Im Jahre 1899 wurde Gnos in den Gemeinderat von Silenen gewählt und hatte dort bis 1902 Einsitz. Von 1920 bis 1924 war er Gemeindepräsident. Weiter sass er von 1904 bis 1912 im Kirchenrat von Bristen und präsidierte diesen von 1908 bis 1912. Zudem nahm er von 1909 bis 1912 Einsitz in den Schulrat von Silenen und war Präsident in seinen letzten beiden Amtsjahren.
Auf kantonaler Ebene nahm er von 1900 bis 1912 im Urner Korporationsrat Einsitz und war von 1901 bis 1920 Urner Landrat, welchen er im Amtsjahr 1912/13 präsidierte. Im Jahre 1924 wurde er in den Regierungsrat gewählt und stand dort dem Armen- und Vormundschaftsdirektorium vor. Er schied erst mit seinem Tod aus diesem Amt aus.
Albin Gnos setzte sich wesentlich für den Kirchenbau in Bristen von 1910 bis 1912 ein. Weiter unterstützte er den Bau der Verbindungsstrasse Amsteg-St. Anton ebenfalls von 1910 bis 1912 und deren Weiterführung bis zur Schachenbrücke und in den Frentschenberg hinein. Allgemein war sein Hauptverdienst die Förderung von Bristen.